# Place des Arts du Grand Sudbury
La Place des Arts du Grand Sudbury est un centre des arts et un organisme franco-ontarien fondé par le Regroupement des organismes culturels de Sudbury. Située au centre-ville, au coin des rues Larch et Elgin, elle se définit comme un centre de création et de diffusion professionnel francophone, à vocation artistique et culturelle. Répondant à son mandat pluridisciplinaire, on compte entre autres parmi ses espaces de création et de diffusion une salle de spectacle de 299 places, un studio multifonctionnel de 120 places, une galerie d'art et une boutique-librairie,.

## Organismes fondateurs
La fondation de la Place des Arts du Grand Sudbury est le fruit de la collaboration des membres du Regroupement des organismes culturels de Sudbury (ROCS). Ce regroupement compte parmi ses membres fondateurs sept organismes francophones à vocation artistique et culturelle, de diverses disciplines, cumulant entre 17 et 70 ans d'histoire. Il  rassemble le Carrefour francophone de Sudbury (1950-aujourd'hui), le Centre franco-ontarien de folklore (1960-aujourd'hui), le Théâtre du Nouvel-Ontario (1971-aujourd'hui), les Éditions Prise de Parole (1973-aujourd'hui), La Nuit sur l'Étang (1973-aujourd'hui), la Galerie du Nouvel-Ontario (1995-aujourd'hui) et le Salon du livre du Grand Sudbury (2004-aujourd'hui).

## Mission
La Place des Arts du Grand Sudbury est un centre de création et de diffusion francophone pluridisciplinaire, œuvrant dans les secteurs artistiques et culturels. Elle a pour mission d'agir comme un point de ralliement pour la communauté franco-ontarienne de Sudbury et du Nord de l'Ontario, ainsi que pour l'ensemble des citoyens sudburois. Ses sept organismes fondateurs œuvrent dans les disciplines des arts visuels, du folklore, de la littérature, de la musique et du théâtre. De façon complémentaire aux organismes qu'elle dessert, la Place des Arts joue le rôle de producteur d'événements et d'œuvres artistiques.

## Historique
En 2007, sept organismes culturels et artistiques francophones de Sudbury, œuvrant dans diverses disciplines, se rassemblent sous la dénomination Regroupement des organismes culturels de Sudbury.
En novembre 2008, les États généraux de Sudbury aboutissent à la formation du Comité de planification communautaire de Sudbury, doté de huit tables sectorielles. Le Comité souhaite, entre autres, « assurer une meilleure sensibilisation » de la population aux réalités francophones, « augmenter la participation » au secteur associatif, « favoriser l’engagement » et « développer la concertation ». À l'issue des consultations, dix-sept projets ressortent. De façon plus spécifique, les travaux de concertation sur les arts, la culture et le patrimoine  amènent à échafauder le rêve de bâtir un lieu de création et de diffusion francophone pluridisciplinaire au centre-ville de Sudbury. Ce chantier mené par le Regroupement des organismes culturels de Sudbury (ROCS) prend plus tard le nom de Place des Arts du Grand Sudbury. Le projet de construction jouit entre autres du soutien financier du Ministère du Patrimoine canadien, de FedNor, du Ministère du Tourisme, de la Culture et du Sport, de la Ville du Grand Sudbury et de la Société de gestion du Fonds du patrimoine du Nord de l’Ontario (SGFPNO).

## Projet de construction

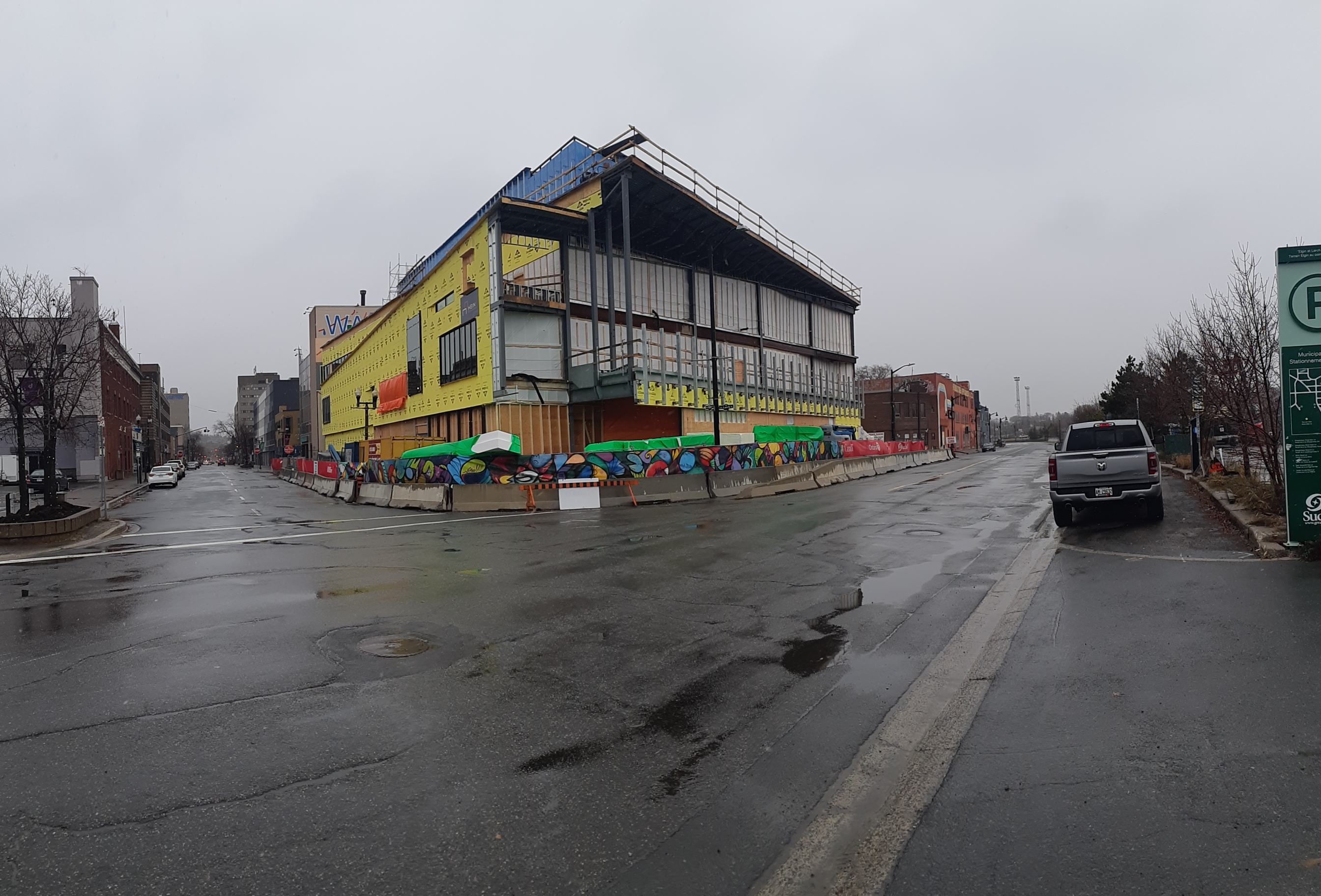
Chantier de construction de la Place des Arts du Grand Sudbury (novembre 2020)

La fondation de l'organisme la Place des Arts du Grand Sudbury, marque le début du projet de construction d'un lieu de création et de diffusion artistique pluridisciplinaire éponyme, au centre-ville de Sudbury, en Ontario.
En 2015, une étude de faisabilité est menée pour le projet.
En décembre 2016, la ville de Sudbury fait le don d'un terrain au projet de la Place des Arts et lui octroie un financement de 5 millions de dollars sur trois ans.
Paulette Gagnon joue un rôle de premier plan dans la mise en œuvre du chantier. En tant que directrice du développement du Regroupement des organismes culturels de Sudbury, elle consolide le financement du projet de construction de la Place des Arts du Grand Sudbury. En octobre 2017, peu de temps après son décès, l'Honorable Mélanie Joly, alors Ministre du Patrimoine canadien, annonce à Sudbury un investissement fédéral de 9,5 millions pour le projet, auquel s'ajoute également un investissement de 3 millions de FedNor,.  
En octobre 2018, la Place des Arts du Grand Sudbury obtient son permis de construction de la ville de Sudbury. Bélanger Construction mène la première phase des travaux, comportant l'excavation, la décontamination et le renforcement du sol.
Le design architectural est confié au consortium rassemblant les firmes Yallowega Bélanger Salach Architecture et Moriyama & Teshima. Parmi leurs précédentes réalisations, on compte le Musée Science Nord et l'Église de la paroisse Sainte-Anne-des-Pins à Sudbury, ainsi que le Musée de l'histoire de Niagara Falls et le Musée canadien de la guerre, à Ottawa.
La construction de la Place des Arts, dont le coût est estimé à 30 millions de dollars, est confiée au contracteur ontarien HEIN.

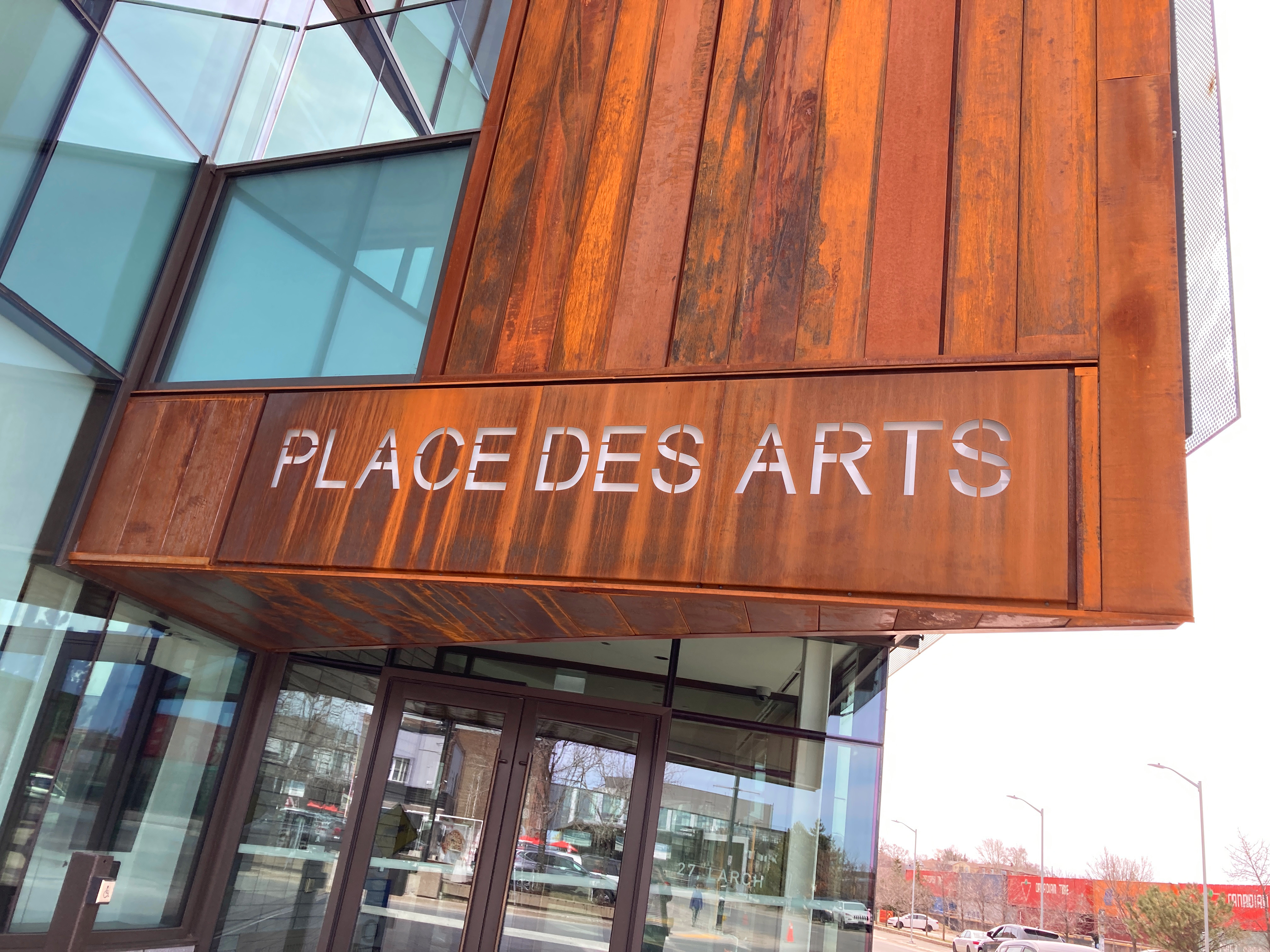
Devanture de la Place des Arts du Grand Sudbury (avril 2022)

Les 29 et 30 avril 2022, on inaugura officiellement le nouvel édifice avec une pleine programmation artistique, un événement protocolaire, une soirée portes ouvertes et une journée familiale.

## Production artistique
De façon complémentaire à son mandat de diffusion, la Place des Arts, est également productrice d'œuvres artistiques et d'événements culturels. En 2018, elle met sur pied le Projet Manifeste, une série de trois résidences de création en chanson, conte urbain et art performance auxquelles participent une quinzaine d'artistes franco-ontariens. Les créations sont présentées au public au cours du printemps 2019.
À la suite d'un concours, l'artiste Lise Beaudry (originaire d'Earlton dans le Timiskaming ontarien) est mandatée en 2018 pour créer une œuvre d'art public au sein de la Place des Arts du Grand Sudbury. Celle-ci est composée de milliers de photographies issues des archives des organismes fondateurs, formant un pilier, donnant l'illusion de soutenir une partie de la structure de l'édifice.
En 2020, la Place des Arts embauche deux artistes professionnels franco-ontariens du Nord de la province. Ceux-ci sont mandatés pour créer des œuvres d'art public autour de la thématique de la fabrication, afin de faire écho au projet de construction de l'édifice. La muraliste originaire de Nipissing Ouest, Mique Michelle, ainsi que le compositeur et ingénieur de son Daniel Bédard de Sudbury créent respectivement une murale et une œuvre sonore.